# Алекс та Емма
«Алекс та Емма» («Alex & Emma») — американська романтична комедійна драма 2003 року, знята режисером Робом Райнером.

## Сюжет
Алекс — письменник, чиї борги за азартні ігри поставили його в дуже скрутне становище. Щоб позбутися домагань громил, які вибивають борги, він повинен закінчити свій роман за 30 днів або померти. Щоб робота просувалася швидше, Алекс наймає стенографістку Емму. Вродлива і не позбавлена обдарування, вона починає вносити свої поправки в авторський текст. Непомітно любовні пристрасті з паперу переносяться в реальне життя.

## У ролях
- Кейт Гадсон — Емма Дінсмор / Ілва / Ельза / Ельдора / Анна
- Люк Вілсон — Алекс Шелдон / Адам Шиплі
- Софі Марсо — Поліна Делакруа
- Девід Пеймер — Джон Шоу
- Роб Райнер — Віршафтер
- Франсуа Жироде — круп'є
- Лобо Себастьян — Боббі / танцівник фламенко
- Чіно XL — Тоні / танцівник фламенко
- Пол Вілсон — епізод
- Александер Вотьє — Андре Делакруа
- Лейлі Крамер — Мішель Делакруа
- Ріп Тейлор — батько Поліни
- Джіджі Бермінгем — мадам Бланш
- Джордан Лунд — Клод
- Роберт Костанцо — водій автобуса
- Клоріс Лічман — бабуся
- Ерл Керролл — Бернар Помп'є
- Жорді Кабальєро — танцівник фламенко
- Майкл Сент-Майклс — власник казино
- Даніка Шерідан — адміністраторка

## Знімальна група
- Режисер — Роб Райнер
- Сценарій — Джеремі Левен
- Продюсери — Роб Райнер, Джеремі Левен, Алан Грайсман, Тодд Блек, Елі Самаха
- Оператор — Гевін Фінні
- Композитор — Марк Шейман
- Монтаж — Алан Едвард Белл, Роберт Лейтон